# Veddriq Leonardo
Veddriq Leonardo (Pontianak, 11 de marzo de 1997) es un deportista indonesio que compite en escalada. Participó en los Juegos Olímpicos de París 2024, obteniendo una medalla de oro en la prueba de velocidad.

## Palmarés internacional
| Juegos Olímpicos | Juegos Olímpicos | Juegos Olímpicos | Juegos Olímpicos |
| Año              | Lugar            | Medalla          | Prueba           |
| ---------------- | ---------------- | ---------------- | ---------------- |
| 2024             | París (Francia)  | Medalla de oro   | Velocidad        |